# Отвілі

Герб дому Отвіль

Отвілі, також Готвілі (фр. de Hauteville, італ. D'Altavilla) — династія нормандського походження, що правила в Сицилійському королівстві до 1194 року.

## Історія

### Походження
Родоначальником дому був Танкред Отвільський (до 990—1041), власник невеликого замку Отвіль-ла-Гішар, що розташований в районі Кутанса на півострові Котантен у Нормандському герцогстві. Про нього відомо дуже мало. Під його владою була армія в 10 лицарів. Герцог Річард I послідовно видав у шлюби з ним двох своїх дочок. Від цих шлюбів Танкред мав численне потомство — 12 синів та, як мінімум, одну дочку. Оскільки батьківські володіння були малими й ділити їх між синами можливості не було, то багато хто з його синів вирушив добувати собі володіння в інших місцях.

### Отвілі в Південній Італії та Сицилії
1035 року до Південної Італії вирушили три старших сини. Вільгельм (Гільйом) Залізнорукий (пом. 1046), став у вересні 1042 року очільником норманів в Апулії, але потомства він не залишив. Другий син, Дрого (до 1008 — серпень 1051) замінив Вільгельма на посту графа. Він одружився з дочкою Гваймара IV, князя Салерно. Його син, Річард (до 1045 — після 1108) завдяки цьому шлюбу успадкував Салерно. Після загибелі Дрого титул графа перейшов до третього сина Танкреда, Онфруа (пом. серпень 1057). Пізніше в Італії з'явився четвертий  син, Жоффруа (пом.1063), а також двоє синів Танкреда від другого шлюбу, Роберт Гвіскар (1016 — 17 липня 1085), який став герцогом Апулії і Калабрії, та Рожер (1031 — 22 червня 1101), який завоював у мусульман Сицилію і став графом Сицилійським. Нащадки Роберта Гвіскара правили в Апулії та Калабрії до 1127 року. А син Рожера I, Рожер II (22 грудня 1095 — 26 лютого 1154), 1130 року заснував Сицилійське королівство, де його нащадки (Вільгельм I Злий, Вільгельм II Добрий, Танкред,  Вільгельм III) правили до 1194 року.

### Отвілі в Єрусалимському королівстві
Деякі представники роду брали участь у Першому хрестовому поході. Найвідомішим є старший син Роберта Гвіскара, Боемунд I Таррентський (бл. 1054—1111), який 1098 року заснував Антіохійське князівство. Ця гілка припинилась 1130 року після смерті його сина Боемунда II.

### Отвілі в Нормандії
Після смерті Танкреда Отвільського 1041 року його володіння успадкували четвертий та п'ятий сини від першого шлюбу, Жоффруа (пом. 1063) і Серло I. Жоффруа пізніше вирушив до Італії, але у нього залишилось три сини. Вони спочатку поїхали за батьком, але згодом як мінімум один із них повернувся до Нормандії.

### Англійська гілка Отвілів
Один із синів Жоффруа, Рауль де Кантазаро, 1066 року поїхав за Вільгельмом Завойовником на завоювання Англії. Він брав участь у битві під Гастінгсом. До 1086 року він отримав баронство у Вілтширі, ставши родоначальником англійської лінії.

## Генеалогія
Танкред Отвільський (бл. 990—1041), сеньйор Отвіля; 
1 Дружина (з бл. 1020) — Морієлла (бл. 990—бл. 1025), незаконна дочка Річарда I, герцога Нормандії
Діти:
- Серло I, сеньйор Отвільський з 1041
  - Серло II (1030—1072)

- Вільгельм (Гільом) Залізнорукий (пом. 1046), граф Апулії з 1042; дружина: Гетельгріма, дочка Гвідо, герцога Соренто
- Дрого (до 1008 — серпень 1051), сеньйор Венози з 1042, граф Апулії з 1046; дружина: Альтруда, дочка Гваймара IV, князя Салерно
  - Річард (бл. 1060—1114), князь Салерно, сеньйор Венози, граф Мельфі й Апулії, регент Едеси 1104—1108; дружина: сестра Танкреда Тарентського, регента Антіохії
    - Рожер (пом. 1119), князь Салерно, регент Антіохії з 1112; дружина: Одієрна, дочка Гуго I, графа Ретеля
    - Марія; чоловік: Жослен I де Куртене (пом. 1131), граф Едеси з 1118
- Онфруа (Гемфрі) (пом. серпень 1057), граф Мельфі й Апулії з 1051; дружина: Альтруда де Сорренто
  - Абеляр (після 1044 — квітень 1081)
  - Герман (пом. 1097), граф Канн в Апулії
- Жоффруа (Готфрід) (пом. 1063), сеньйор Отвільський 1041—1053/1056, граф Капітанати з 1059; 1-а дружина: N з Нормандії; 2-а дружина: Феодора де Капаччо, племінниця Гваймара IV, князя Салерно
  - (від першого шлюбу) Роберт де Лорітелло
  - (від першого шлюбу) Рауль де Кантазаро, барон у Вілтширі, родоначальник англійської лінії Отвілів
  - (від першого шлюбу) Вільгельм (Гільйом) ді Тіріоло
  - (від другого шлюбу) Танкред (пом. після 1104)

2 Дружина: Фразенда (бл. 995—бл. 1057), дочка Річарда I, герцога Нормандії, та Гуннори де Крепон
Діти:
- Роберт Гвіскар (1016 — 17 липня 1085), граф Апулії з 1057, герцог Апулії, Калабрії та Сицилії з 1059; 1-а дружина: Альберада Буональберзька; 2-а дружина: Сікельгайта (до 1041 — 27 березня 1090) дочка Гваймара IV, князя Салерно
  - (від першого шлюбу)
  - Боемунд I Таррентський (бл. 1054—1111), князь Антіохії з 1098; дружина: з 1106 Констанція (1078—1126?), дочка Філіпа I, короля Франції
    - Боемунд II (пом. 1130), князь Антіохії з 1111; дружина: Аліса, дочка Балдуїна II, короля Єрусалима
      - Констанція (1127—1163), княгиня Антіохії з 1130; 1-й чоловік: з 1136 Раймунд де Пуатьє (пом. 1149), князь Антіохії з 1136; 2-й чоловік: з 1153 Рено де Шатільйон (1120—1187), князь Антіохії 1153–1160
- Рожер I Борса (після 1058 — 22 лютого 1111), герцог Апулії і Калабрії з 1085; дружина: з 1092 Адела Фландрська (пом. після 1115), регентка герцогств Апулії і Калабрії у 1111—1115, дочка Роберта I, графа Фландрії
  - Вільгельм II (до 1095 — липень 1127), герцог Апулії і Калабрії та Сицилії з 1111
- Гі (пом. 1107), герцог Амальфі
- Емма; чоловік: Ед Бонмарші
  - Танкред (до 1075—1112), князь Галілеї та Тиверіади 1099—1101, 1109—1112, регент князівства Антіохія 1100—1103, 1104—1112; дружина: Сесилія (1097 — після 1145), дочка Філіпа I, короля Франції
- дочка; чоловік: Річард (до 1045 — після 1108), князь Салерно
- Роберт Скаліо (1068/1070 — квітень 1110)
- Вільгельм (Гільйом)
- Ерія; чоловік: Гуго V (пом. 1097), граф  Мена 1069—1093
- Сибіла; чоловік: Ебль II (пом. 1103), граф де Русі з 1063
- Матильда; 1-й чоловік: з 1078 Раймон Беренгер II (1053—1082), граф Барселони з 1076; з 1083 Еймері I (пом. 1105), віконт де Нарбонн з 1077
- Може (1020—1057), граф Капітанати з 1056
- Вільгельм (Гільйом) (бл. 1027—1080), граф Принципатський; дружина: з 1059 Марія, дочка Гвідо Соррентського
- Альваред (Обрі)
- Гумберт (Умберт)
- Танкред
- Фредезенда; чоловік: Річард Дренго (пом. 1078), граф Аверси з 1049, князь Капуї з 1058, сеньйор Гаети з 1059
- Рожер I (1031 — 22 червня 1101), граф Сицилії з 1072; 1-а дружина: Юдиф д'Евре; 2-а дружина: Ерамберж де Мортен; 3-я дружина: Аделаїда Савонська
  - (від першого шлюбу) Матильда (1062—1094); чоловік: з 1080 Раймунд IV Тулузький (1042 — 28 лютого 1105), граф Тулузи з 1088, маркіз Провансу, граф Триполі з 1102
  - (від першого шлюбу) Емма; була заручена з Філіпом I Французьким; згодом дружина Родольфо де Монтескальозо
  - (від другого шлюбу) Фелісія; чоловік: з 1097 Кальман (1070 — 3 лютого 1116), король Угорщини з 1095
  - (від другого шлюбу) Констанція; чоловік: Конрад Франконський
  - (від другого шлюбу) Сибілла; чоловік: Роберт Бургундський, регент Сицилії (деякі дослідники заперечують цей факт)
  - (від другого шлюбу) Годфрі — граф Рагузи, усунутий від спадкування престолу через хворобу
  - (незаконнонароджений) Жордан (пом. 1092) — граф Сиракуз і Ното
  - (від третього шлюбу) Симон (1091/1093 — 1105), граф Сицилії с 1101
  - (від третього шлюбу) Рожер II (22 грудня 1095 — 26 лютого 1154), граф Сицилії з 1105, герцог Апулії з 1127, король Сицилії з 1130; 1-а дружина: з бл. 1118 Ельвіра (1100–1135), дочка Альфонса VI Кастильського; 2-а дружина: з 1149 Сибілла (1126–1150), дочка Гуго II, герцога Бургундії; 3-я дружина: з 1151 Беатриса де Ретель (1135–1185), внучата племінниця Балдуїна II, короля Єрусалимського
    - (від першого шлюбу) Рожер III (1121–1148), герцог Апулії, намісник батька на континенті; дружина: Ізабелла, дочка Тібо II, графа Шампані; наложниця: Емма де Лечче, дочка Ашарда II, графа Лечче
      - (незаконнонароджений) Танкред ді Лечче (1135–1194), граф Лечче, король Сицилії з 1190; дружина: Сибілла Ачерра, сестра графа Рішара Ачерра.
        - Рожер (пом. 24 грудня 1193) — герцог Апулії, коронований 1193 року як співправитель батька; дружина: з 1193 Ірина (1172–1208), дочка імператора Візантії Ісака II Ангела
        - Вільгельм III (1185 — бл. 1198) — король Сицилії в лютому — листопаді 1194 року, потім граф Лечче та князь Таранто
        - Марія Альбіна; 1-й чоловік: з 1198 Готьє III де Брієнн (пом. 1305), граф де Брієнн з 1191, титулярний король Сицилії; 2-й чоловік: Джиакомо ді Сан-Северіно, граф ді Трікарно; 3-й чоловік: Тигріні Гуйді, граф ди Модіджиліано
        - Констанца; чоловік: П'єтро Дзіані (пом. 1229), 42-й дож Венеції з 1205
        - Меданія
        - Вальдрада; чоловік: Якопо Тьєполо (пом. 1229), 43-й дож Венеції з 1229

    - (від першого шлюбу) Танкред (пом. між 1139 і 1143), князь Барі
    - (від першого шлюбу) Альфонсо (пом. 1144), князь Капуї та герцог Неаполя
    - (від першого шлюбу) Вільгельм I Злий (1126–1166), король Сицилії (з 1154); дружина: з бл. 1150 Маргарита Наваррська (пом. 1182), дочка Гарсії VI Відновника, короля Наварри
      - Рожер (1152-11 березня 1161), герцог Апулії
      - Вільгельм II Добрий (1154-18 листопада 1189), король Сицилійського королівства з 1166; дружина: з 13 лютого 1177 Іоанна (1165 — 4 вересня 1199), дочка Генріха II Плантагенета, короля Англії
      - Генріх (1159—1171), князь Капуї
      - (незаконнонароджена) Марина; чоловік: Маргарит з Бріндізі, адмірал

    - (від першого шлюбу) Генріх (пом. у дитинстві)
    - (від третього шлюбу) Констанція (1154–1198); чоловік: з 1186 Генріх VI (1165 — вересень 1197), імператор Священної Римської імперії з 1189, король Сицилії з 1194

## Зовнішні посилання
- Генеалогічне дерево Отвілів [Архівовано 25 серпня 2011 у WebCite] — сайт, присвячений генеалогії знатних родів Європи